# Paris FC (vrouwenvoetbal)
Paris Football Club (kortweg Paris FC) is een Franse vrouwenvoetbalclub uit Viry-Châtillon, een voorstad van Parijs. Het is de vrouwenafdeling van de Franse club Paris FC en komt uit in de Division 1 Féminine. Tot en met 2017 maakte de afdeling deel uit van omnisportclub FCF Juvisy die sinds 1971 actief was in het vrouwenvoetbal.
De club nam deel aan de Champions League 2023/24.

## Selectie
Bijgewerkt tot 14 februari 2024
| Nr.           | Nat.               | Naam                    | Vorige club            |
| ------------- | ------------------ | ----------------------- | ---------------------- |
| Keepers       |                    |                         |                        |
| 1             | Vlag van Frankrijk | Ines Marquez            | Jeugd                  |
| 16            | Vlag van Nigeria   | Nnadozie Chiamaka       | Rivers Angels F.C.     |
| 30            | Vlag van Frankrijk | Alizee Flagellat        | Stade de Reims         |
| 40            | Vlag van Frankrijk | Louise Demarest Pouplet | Jeugd                  |
| Verdedigers   |                    |                         |                        |
| 2             | Vlag van Frankrijk | Célina Ould Hocine      | Jeugd                  |
| 3             | Vlag van Frankrijk | Lou Bogaert             | Lille OSC              |
| 5             | Vlag van Australië | Sarah Hunter            | Sydney FC              |
| 18            | Vlag van Frankrijk | Melween N'Dongala       | Jeugd                  |
| 19            | Vlag van Frankrijk | Thea Greboval           | FCF Juvisy             |
| 21            | Vlag van Rusland   | Alsu Abdullina          | Chelsea FC (huur)      |
| 23            | Vlag van Frankrijk | Sissoko Teninssoun      | 1. FFC Turbine Potsdam |
| 27            | Vlag van Frankrijk | Julie Soyer             | FCF Juvisy             |
| Middenvelders |                    |                         |                        |
| 4             | Vlag van Slovenië  | Kaja Korošec            | NSK Mura               |
| 8             | Vlag van Frankrijk | Daphne Corboz           | Gotham FC              |
| 10            | Vlag van Frankrijk | Clara Matéo             | FCF Juvisy             |
| 15            | Vlag van Frankrijk | Margaux Le Mouël        | EA Guingamp            |
| 31            | Vlag van Frankrijk | Assa Sidibe             | Jeugd                  |
| 32            | Vlag van Frankrijk | Kadidia Traore          | Jeugd                  |
| Aanvallers    |                    |                         |                        |
| 7             | Vlag van Frankrijk | Louise Fleury           | EA Guingamp            |
| 9             | Vlag van Frankrijk | Mathilde Bourdieu       | FCF Juvisy             |
| 11            | Vlag van Frankrijk | Julie Dufour            | Girondins de Bordeaux  |
| 17            | Vlag van Frankrijk | Gaëtane Thiney          | Gotham FC              |
| 20            | Vlag van Frankrijk | Louna Ribadeira         | Jeugd                  |
| 20            | Vlag van Frankrijk | Kessya Bussy            | Stade de Reims         |